# Adrian Lukis
Adrian Leonard Fellowes Lukis, född 28 mars 1957 i Birmingham, är en brittisk skådespelare. 

## Filmografi i urval
- 1989 - Campion (TV-serie)
- 1989 - Agatha Christie's Miss Marple: A Caribbean Mystery (TV-film)
- 1991 - The Case-Book of Sherlock Holmes (TV-serie)
- 1991 – The Strauss Dynasty (TV-serie)
- 1995 – Stolthet och fördom (TV-serie)
- 1999 - Skyttegraven
- 2003 - Foyle's War (TV-serie)
- 2004-2014 - Morden i Midsomer (TV-serie)
- 2006-2007 - The Bill (TV-serie)
- 2008 - Ett fall för Frost (TV-serie)
- 2009 - Kommissarie Lewis (TV-serie)
- 2013 - Agatha Christie's Poirot (TV-serie)
- 2015 - Downton Abbey (TV-serie)
- 2017 - Grantchester (TV-serie)
- 2017 - Red Dwarf (TV-serie)
- 2017 – The Crown (TV-serie)